# Ray Harris
Ray Harris, eigentlich Homer Raymond Harris (* 7. September 1927 in Mantachie, Mississippi; † 13. November 2003 in Moreville, Mississippi) war ein US-amerikanischer Rockabilly-Musiker, der vor allem mit seinen rauen Songs bei Sun Records bekannt wurde.

## Leben

### Kindheit und Jugend
Ray Harris wuchs in der Nähe von Tupelo auf. Seine Kindheit war vor allem von einer Asthma-Erkrankung geprägt. Seine Eltern, die beide musikalisch talentiert waren, traten an Wochenenden bei lokalen Barn Dances auf, denen der junge Harris beiwohnte. Mit 17 Jahren meldete er sich freiwillig zur United States Air Force. Nach seiner Rückkehr zog Harris, der mittlerweile verheiratet war und zwei Töchter hatte, nach Memphis (Tennessee).

### Karriere
In Memphis fand Harris eine Anstellung bei der Firestone Tire & Rubber Company, bei der auch Bill Black arbeitete. Black erzählte Harris, dass er mit einem jungen Sänger namens Elvis Presley Aufnahmen mache. Harris durfte bei einer Aufnahmesession zuschauen, während Presley Good Rocking Tonight einspielte. Harris war von dem neuen, rhythmisch vollkommen anderen Stil, der später Rockabilly genannt werden sollte, beeindruckt und entschied sich, ebenfalls Musiker zu werden. Mit seinem Freund, dem Gitarristen Wayne Cogswell, gründete er eine Band und trat bei lokalen Veranstaltungen auf.
1956 stellten sich Harris und Cogswell bei Sam Phillips, dem Besitzer von Sun Records, vor und wurden von ihm unter Vertrag genommen. Harris’ erste Single erschien am 20. Oktober 1956 mit dem rauen Come On Little Mama, das sich regional gut verkaufte. Auch wenn bereits die entschärfte, alternative Version des Titels veröffentlicht wurde, galt der Song als unglaublich „rough and raw“. Im Sommer 1957 folgte eine zweite Single, das mit einem vollkommen neuem Rhythmus und Arrangement interpretierte Traditional Greenback Dollar, Watch and Chain. Das Stück wurde während einer der berühmten „Sun-Partys“ eingespielt, bei denen auch viele weitere Sun-Künstler anwesend waren. Harris erinnerte sich: „To be perfectly honest, we were drinking the night we cut it. The more we drank, the better the song sounded.“ Auch hier wurde wieder eine entschärfte Version veröffentlicht. Danach spielte Harris noch ein paar Demos ein, verließ Sun aber dann, da seine Musik zu speziell und nicht dem kommerziellen Publikum zu verkaufen war.
1957 gründete Harris zusammen mit den Musikern Bill Cantrell und Quinton Claunch sowie dem Musikladenbesitzer Joe Cuoghi das Label Hi Records in Memphis. In der Folgezeit arbeitete Harris als Produzent und arbeitete mit dem Cousin von Jerry Lee Lewis, Carl McVoy, zusammen. Als A&R-Manager konnte er in den 1960er-Jahren mit Künstlern wie Bill Black, Ace Cannon, Jerry Jaye und Jumpin’ Gene Simmons einige Hits verzeichnen.

### Spätere Jahre und Tod
1970 eröffnete Harris in Tupelo eine Baufirma und Mitte der 1970er-Jahre entschied er sich, zusammen mit Sam Phillips ein Aufnahmestudio zu führen. Das Projekt ging jedoch schief, und Harris verlor seine gesamten Ersparnisse. Zudem wandte Phillips sich nun vollkommen von ihm ab, auch wenn Harris’ Tochter mit seinem jüngsten Sohn verheiratet war. Danach wurde Harris Mitinhaber eines kleinen Studios in Saltillo (Mississippi).
Nach einer Bypassoperation in den 1980er-Jahren stellte man bei ihm Kehlkopfkrebs fest. Harris kämpfte jedoch gegen die Krankheit an und begann wieder, vereinzelt aufzutreten. Im März 2003 nahm er das Album Raw’N’Rockin‘ auf, das seine alten Songs sowie neue enthielt.
Er wurde mit der Aufnahme in die Rockabilly Hall of Fame geehrt.

## Diskografie

### Singles
| 1956                    | Come On Little Mama / Where’d You Stay Last Night                                       | Sun 254            |
| 1957                    | Greenback Dollar, Watch and Chain / Foolish Heart                                       | Sun 272            |
| 2001                    | Come On Little Mama / Take Me To That Place (B-Seite von Jack Earls)                    | Norton/Sun Records |
| 2001                    | Lonely Wolf /? (B-Seite von Jimmy Pritchett)                                            | Norton/Sun Records |
| Unveröffentlichte Titel |                                                                                         |                    |

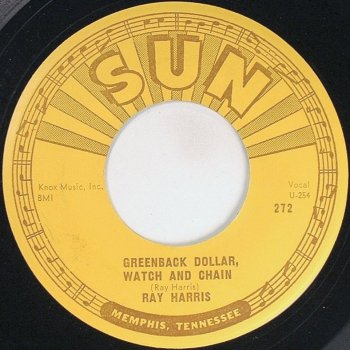
Greenback Dollar, Watch and Chain, 1957,

| 1955–1957               | - Come On Little Mama (alt. Version) - Greenback Dollar, Watch and Chain (alt. Version) | Sun Records        |
| 1957–1958               | - Lonely Wolf - I’m Winning Now - Love Dumb Baby                                        | Sun Records        |

(Come On Little Mama, Greenback Dollar, Watch and Chain und Lonely Wolf wurden später in der CD-Serie That’ll Flat Git It beim Label Bear Family veröffentlicht.)

### Alben
- 2003: Raw’N’Rockin'